# Brudertunnel

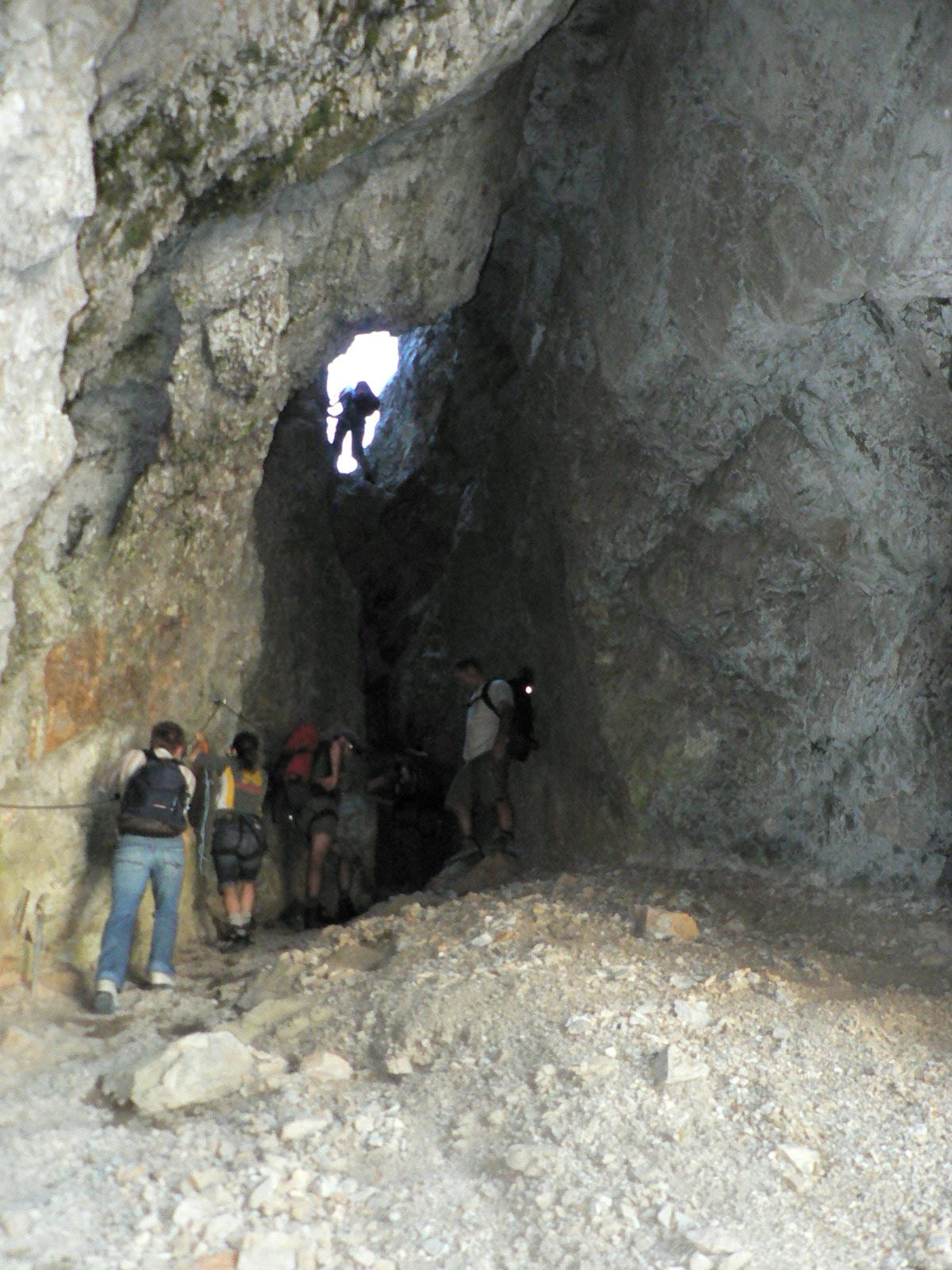
Ausstieg aus dem Brudertunnel Richtung Süden

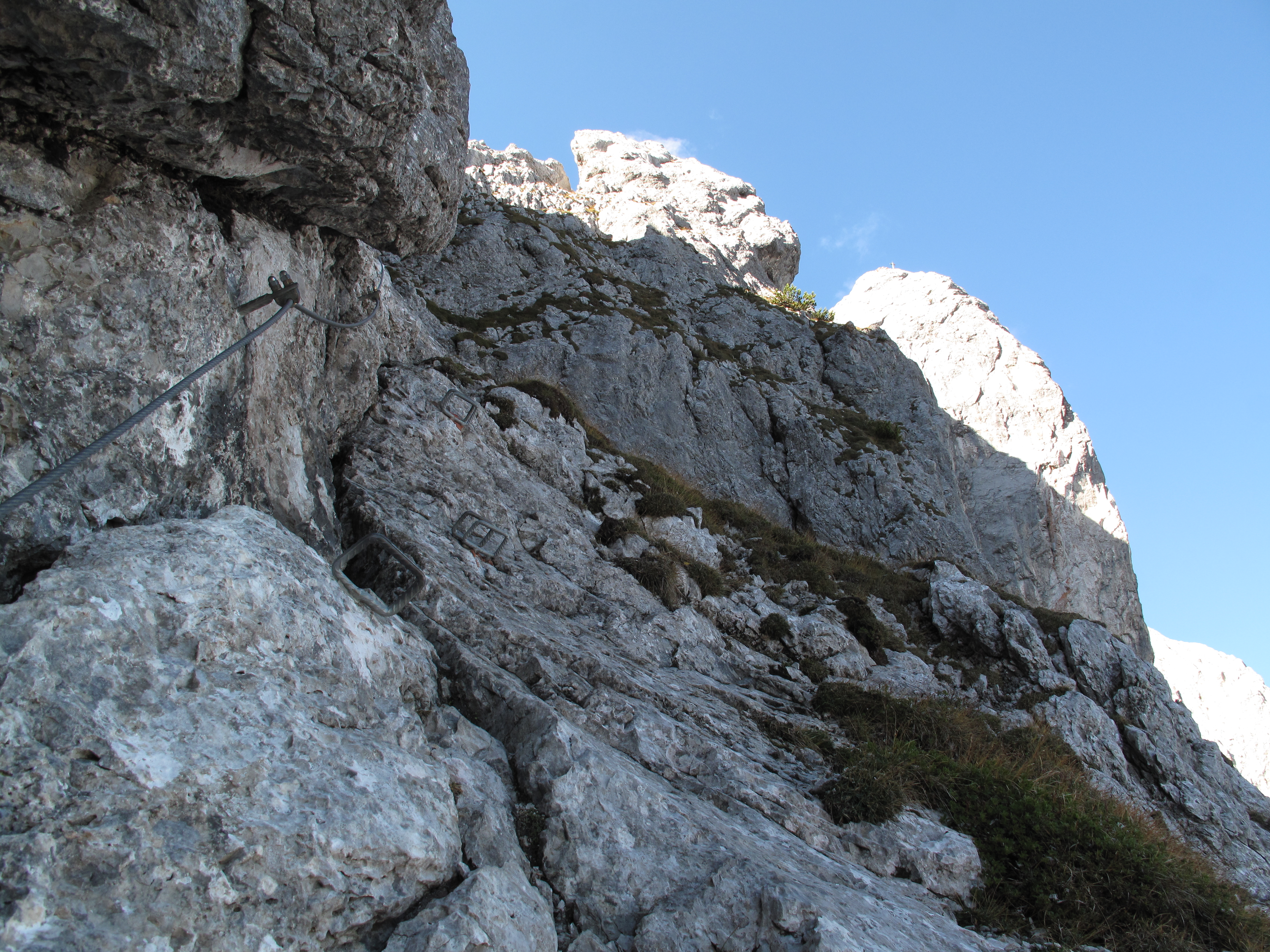
Im unteren Teil des Klettersteigs

Der Brudertunnel, auch Lamstunnel genannt, ist ein natürlicher Tunnel im Karwendel.

## Lage
Der Lamstunnel/Brudertunnel ist Teil eines Klettersteigs, der nach dem Tunnel benannt ist. Der Klettersteig führt östlich der Lamsenjochhütte durch eine der Nordwände der östlichen Hinterautal-Vomper-Kette zwischen Lamsturm und Steinkarlspitze (2460 m ü. A.) hindurch. Der Brudertunnel selbst befindet sich am oberen Ausstieg des kurzen Steigs. Im letzten Teil ist er leicht überhängend. Der Steig selbst ist mit C bewertet, wird aber i. A. als leichter empfunden. Er dient hauptsächlich als Zustieg für die umliegenden Gipfel wie z. B. Lamsenspitze, Steinkarlspitze und Hochnissl.
Der Brudertunnel trägt seinen Namen von den Brüdern Franz-Karl und Toni Unterlechner, welche die natürliche Öffnung nach dem Zweiten Weltkrieg erweiterten und so erst begehbar machten. Franz-Karl Unterlechner betrieb in Schwaz in Tirol eine Seilerei und fertigte nach dem Krieg Seile für die Landwirtschaft und den Alpinismus. Toni Unterlechner eröffnete die Rodelhütte am Pillberg-Grafenast, das heutige Bio-Aktiv-Hotel Grafenast, welches sich immer noch in Familienbesitz befindet.